# テレコム・ニュージーランド
テレコム・ニュージーランド（英: Telecom New Zealand）は、ニュージーランドウェリントンに本部を置く電気通信会社である。2014年8月8日、スパーク・ニュージーランド（英: Spark New Zealand）に改称した。S&P/NZX 50構成銘柄。